# Sarazm
Sarazm es una antigua ciudad y jamoat del noroeste de Tayikistán. Se encuentra en el distrito de Panjakent, en la provincia de Sughd, cerca de la frontera con Uzbekistán.
Este sitio arqueológico en el valle del Zeravshan atestigua la presencia humana en la región hace unos 5.000 años, habiendo sido considerado como "el mayor centro metalúrgico de Asia Central, dedicado a la exportación". El sitio fue abandonado después de la llegada de los indo-iranios, alrededor del año 2000 a. C.
Se cree que la ciudad fue reactivada como un centro minero para la extracción de turquesas en las cercanías. La ciudad también fue un importante centro regional agrícola y productor de cobre.
El sitio fue descubierto por un granjero local llamado Ashurali Tailonov en 1976, quien encontró una daga de cobre que sobresalía de una construcción cercana. Las excavaciones empezaron en 1977 a cargo de Abdullo Isakov y arqueólogos franceses.

## Patrimonio de la Humanidad
El Sitio protourbano de Sarazm fue declarado Patrimonio de la Humanidad por la UNESCO en 2010, siendo así el primer bien de Tayikistán declarado como tal.